# Hans Sennewald
Hans Sennewald (n. 12 septembrie 1961, Heckelberg-Brunow, Brandenburg, Germania) este un canotor ce a reprezentat Germania, medaliat olimpic. A participat la o ediție a Jocurilor Olimpice (1992) în care a câștigat o medalie de bronz.

## Participări
Lista de mai jos prezintă principalele competiții la care a participat Hans Sennewald de-a lungul carierei.
- rowing at the 1992 Summer Olympics – men's eight[*][5]